# Empis pegasus
Empis pegasus är en tvåvingeart som beskrevs av Osten Sacken 1887. Empis pegasus ingår i släktet Empis och familjen dansflugor. Inga underarter finns listade i Catalogue of Life.